# Klein Cronestein
Klein Cronestein is Polderpark Cronesteyn in de Nederlandse stad Leiden, ingedeeld als buurt die deel uitmaakt van wijk Roodenburgerdistrict.